# Afric Pepperbird
Albums de Jan Garbarek
Esoteric Circle
(1969) Sart
(1971)
Afric Pepperbird est le deuxième album du saxophoniste norvégien Jan Garbarek, paru en 1970 sur le label Edition of Contemporary Music. Outre Garbarek au saxophones, l'album comporte  Terje Rypdal à la guitare électrique, Arild Andersen à la contrebasse, et Jon Christensen aux percussions. Le disque est enregistré les 22 et 23 septembre 1970 au Bendiksen Studio, à Oslo, par Jan Erik Kongshaug.

## Historique
C'est le premier album que Garbarek enregistre pour le label ECM, et c'est également l'un des premiers albums de l'histoire du label munichois (le septième) et l'un des plus importants, en ce qu'il a fortement aidé à construire l'identité musicale d'ECM. Afric Pepperbird sera envoyé à Keith Jarrett par Manfred Eicher pour montrer la qualité et la direction de la musique produite. Cet album marque également le début de la collaboration entre Jan Garbarek et ECM, qui restera fidèle au label toute sa carrière et en deviendra une figure emblématique.

## Description
L'album lui-même est un objet très dépouillé. Le livret ne comporte aucune note, mais seulement une photo des quatre musiciens, prise lors d'un concert. L'illustration de couverture est réalisée par Barbara Wojirsch, le designer habituel chez ECM. C'est une surface uniforme gris-bleu avec quelques froissures. Le nom des musiciens, le titre de l'album et du label sont inscrits au centre de l'illustration, avec une police standard, de petite taille, en noir.

### Musiciens
- Jan Garbarek - saxophone ténor, saxophone basse, clarinette, flûtes, percussions
- Terje Rypdal- guitare, bugle
- Arild Andersen - contrebasse, xylophone
- Jon Christensen - percussions

### Titres
| No | Titre            | Auteur          | Durée |
| -- | ---------------- | --------------- | ----- |
| 1. | Skarabée         | Jan Garbarek    | 6:19  |
| 2. | Mah-Jong         | Arild Andersen  | 1:56  |
| 3. | Beast of Kommodo | Jan Garbarek    | 12:27 |
| 4. | Blow Away Zone   | Jan Garbarek    | 8:41  |
| 5. | Myb              | Arild Andersen  | 1:53  |
| 6. | Concentus        | Arild Andersen  | 0:53  |
| 7. | Afric Pepperbird | Jan Garbarek    | 7:58  |
| 8. | Blupp            | Jon Christensen | 1:08  |

### Style
C'est un album encore très marqué par le free jazz, avec beaucoup d'énergie, et de techniques bruitistes au saxophone et à la guitare. De nombreux instruments sont utilisés (Garbarek joue du saxophone ténor, saxophone basse, clarinette, flûtes, percussions), ce qui, selon l'universitaire Michael Tucker, rappelle l'Art Ensemble of Chicago, mais avec une atmosphère clairement européenne.
L'album se termine par un titre humoristique de Jon Christensen, où le batteur vocalise des « Blupp », ponctués de quelques coups de toms.

## Réception critique
Ce premier disque pour ECM éveille fortement l'intérêt des critiques, à la fois en Norvège comme à l'international. En France, Alain Gerber, déclare:
« Quelque chose est en train de se produire qui obligera bientôt à d'importantes reconsidérations et à une totalisation nouvelle du savoir sur le jazz. »
Le critique Gérard Noel du magazine français Jazz Hot souligne les qualités rythmiques de l'album, tandis que tous les critiques s'accordent sur la qualité du son : clair frais, transparent,. Le critique insiste également sur le son de Jan Garbarek, à la fois transparent et plein, évoquant le meilleur de Pharoah Sanders.
En Norvège, le groupe devient très populaire et constitue la première formation importante de jazz moderne du pays. Les musiciens sont surnommés les « Big Four » par les critiques locaux. Le mensuel allemand Jazz Podium le déclare album du mois en janvier 1971.